# Neobruniaceae
Famille
Les Neobruniaceae sont une famille d'algues de l'embranchement des Bacillariophyta (Diatomées), de la classe des Coscinodiscophyceae et de l’ordre des Asterolamprales.
Le genre Neobrunia, qui a donné son nom à cette famille, est un organisme fossile.

## Étymologie
Le nom de la famille vient du genre type Neobrunia, de neo-, nouveau, et -brunia, par allusion au genre Brunia, éponyme de J. Brun dont l'identité n'est pas claire.
Le genre Neobrunia a été créé à côté du genre Brunia lequel avait été invalidement publié par Joannes Tempère (d) en 1890, car il y manquait la description générique. Quatre ans plus tard (c'est-à-dire la même année que Neobrunia), le même genre fut validement décrit et publié par le botaniste italien De Toni, le nom complet devenant Brunia Tempère ex De Toni, 1894. Selon IRMNG, ce dernier a le statut d'« homonyme junior » et serait invalide, Neobrunia étant un nom de substitution.

## Liste des genres
Selon AlgaeBase (19 juin 2022) :
- Neobrunia Kuntze, 1894
  - Ce nom est considéré comme synonyme du genre Brunia J.Tempère (d), 1890 pourtant de la famille des Coscinodiscaceae

## Systématique
La famille des Neobruniaceae a été créée par le phycologue britannique Norman Ingram Hendey (1903-2004), sans doute en 1981.